# بی‌بی هروی
بی‌بی هروی/ـه همچنین مشهور به بی‌بی هرثمی/ـه و ملقب به ام‌الفضل (۹۹۷–۱۰۸۴م) (نسب: بی‌بی ؟ بنت عبدالصمد بن علی هروی) بانوی محدث خراسانی در سدهٔ پنجم هجری بود. جزئی مشهور به نامش بوده و راویان گوناگونی آن را نام‌برده‌اند و امروزه در دست است.شمس‌الدین ذهبی در تاریخ الکبیر دربارهٔ او و جزء مشهورش نوشته است.